# Todeskandidat

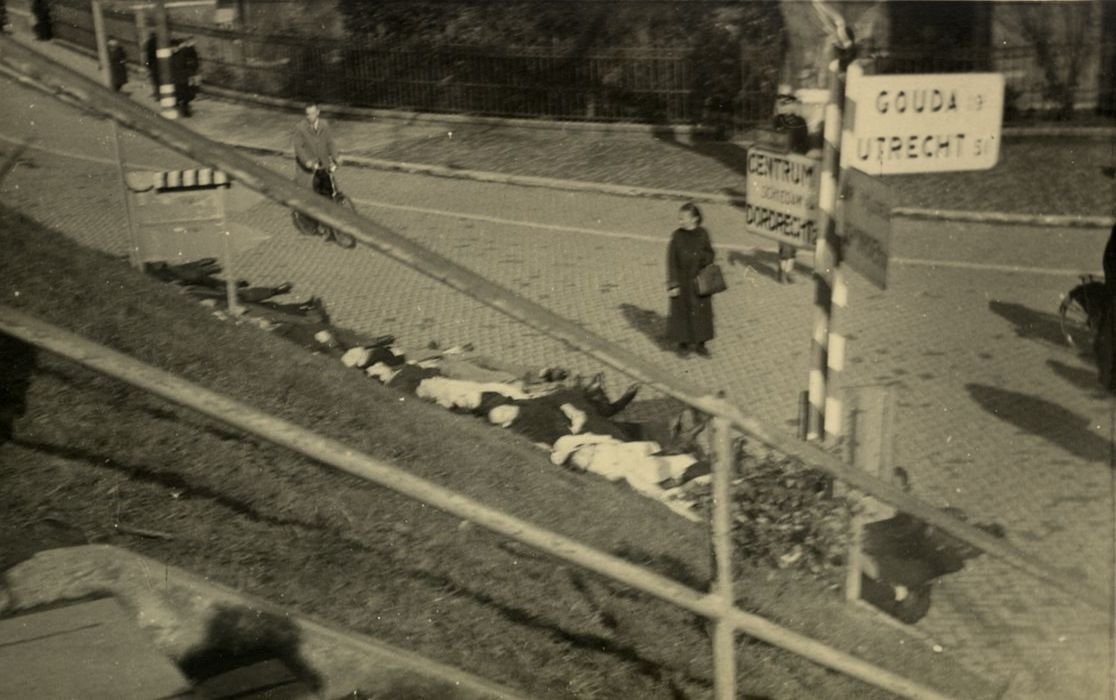
Twintig geëxecuteerde Todeskandidaten liggend aan de Oostzeedijk in Rotterdam als represaille voor het neerschieten door het verzet van majoor der Ordepolitie J.C. Tetenburg bij het politiebureau aan de Hoflaan, april 1945

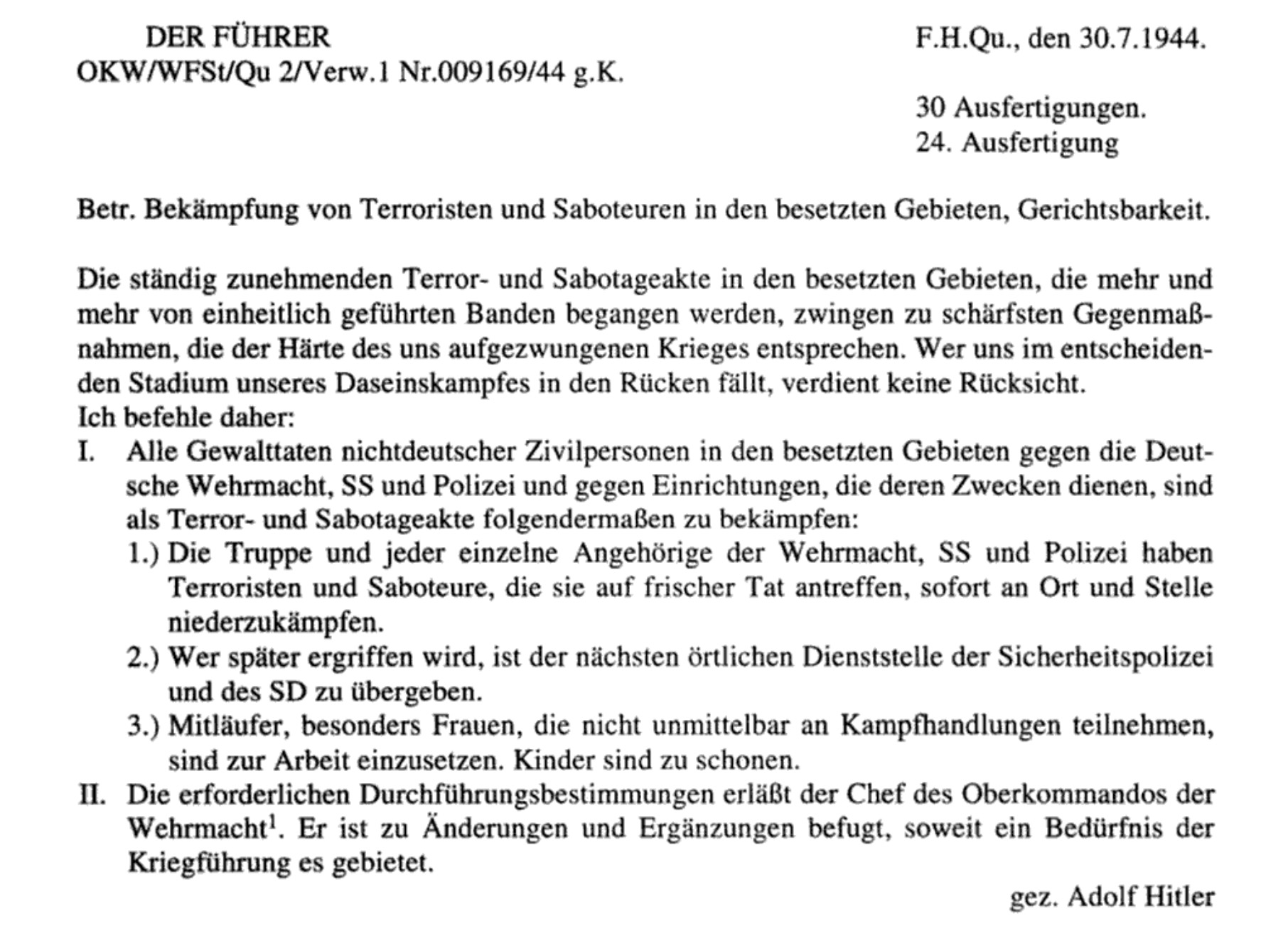
Terror-und-Sabotage-Erlass van 30 juli 1944

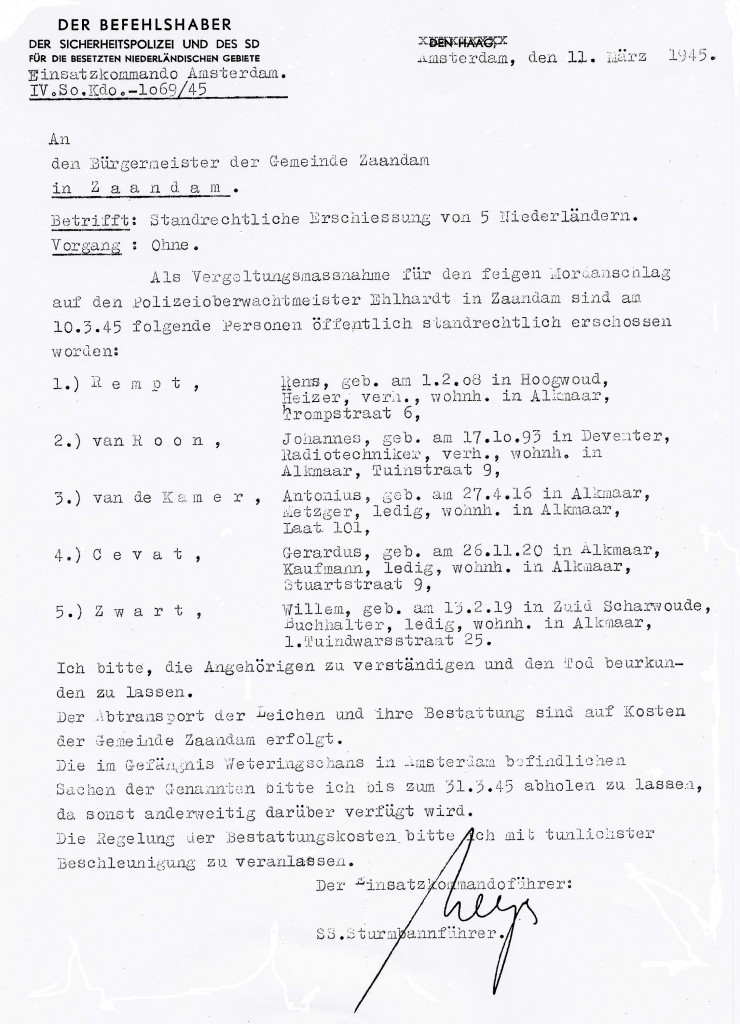
Mededeling aan de burgemeester Zaandam over het afvoeren van geëxecuteerden in zijn gemeente

Een Todeskandidat was in de Tweede Wereldoorlog een gevangene onder het nazi-regime die op een lijst stond om als represaille voor een aanslag van het verzet gefusilleerd te worden. De fusillades vonden meestal plaats nabij de plek waar de aanslag had plaatsgevonden.

## Achtergrond
Op 30 juli 1944, enkele weken na de landing bij Normandië, vaardigde Adolf Hitler het Terror-und-Sabotage-Erlass uit. Het was een Führerbefehl om geweldplegingen van niet-Duitsers standrechtelijk te bestraffen zonder een rechterlijk proces. In een regeling werd nader uitgewerkt dat de Sicherheitsdienst bij misdrijven zelf straffen kon opleggen in de vorm van doodstraf, concentratiekamp of arbeidsinzet. De Sipo werd verplicht represailles te treffen; iedere bewapende verzetsstrijder diende te worden gedood.

## Nederland
Teneinde het verzet onder de knie te krijgen werd in 1942 Sint-Michielsgestel het kleinseminarie Beekvliet, evenals in Haaren het grootseminarie Haarendael, gevorderd om er prominente Nederlanders als gijzelaars als Todeskandidaten in onder te brengen. Een of meer van hen zouden bij iedere daad van het verzet als represaille kunnen worden aangewezen om te worden geëxecuteerd. De eerste van dit soort executies vond plaats op 15 augustus 1942 in de bossen te Gorp en Rovert, Goirle, waarbij vijf Todeskandidaten werden doodgeschoten: Willem Ruys (directeur van de Rotterdamsche Lloyd), mr. Robert Baelde (maatschappelijk werker), Otto Ernst Gelder, graaf van Limburg-Stirum (rechter en officier van justitie), en Christoffel Bennekers (hoofdinspecteur van politie) en Alexander Schimmelpenninck van der Oye (landeigenaar).
Op 11 september 1944 werd in Nederland door Karl Eberhard Schöngarth een Niedermachungsbefehl uitgebracht. Voortaan mochten personen die werden aangetroffen bij een vergadering van een verzetsgroep worden neergeschoten. Daarnaast werden verzetsstrijders opgepakt om te worden verhoord. De vrouwelijke personen werden naar kampen gestuurd, de mannelijke personen werden op een dodenlijst geplaatst. Het aantal geëxecuteerden als vergelding werd per aanslag bepaald door de landelijke leider van de Sicherheitsdienst (SD) en Sicherheitspolizei (Sipo). De Todeskandidaten werden in eerste instantie geleverd door de regionale SD, eventueel aangevuld met gevangenen van andere districten. De grootste represaille vond plaats vanwege de aanslag op Hanns Rauter in maart 1945 waarbij in totaal 274 personen werden geëxecuteerd.
Na de oorlog zijn veel executieplaatsen voorzien van een verzetsmonument waar de slachtoffers op Nationale Dodenherdenking worden herdacht.